# Macromya pyrrhaspis
Macromya pyrrhaspis là một loài ruồi trong họ Tachinidae.